# Bubbles (målning)
Bubbles är en oljemålning av den engelske konstnären John Everett Millais. Den målades 1886 och är sedan 2006 utställd på Lady Lever Art Gallery i Liverpool. 
Det porträtterade barnet är konstnärens femårige dotterson William James, sedermera amiral i brittiska flottan. Inspiration fick Millais av nederländskt 1600-talsmåleri med vanitasmotiv, framför allt Gerard Dous Stilleben med pojke som blåser såpbubblor (se bild nedan). 
Tavlan ställdes ut för första gången 1886 på Grosvenor Gallery i London under titeln A Child's World. Målningen blev mycket känd genom en ikonisk reklamaffisch för Pears Soap. Tvålföretaget A & F Pears köptes senare upp av Lever Brothers vars ägare grundade Lady Lever Art Gallery 1922 där Bubbles idag är utställd. Bilden förblir en av de mest kända reklamsymboler som någonsin utformats och många av de reproduktioner Pears senare kom att trycka hängde i hem över hela världen. Redan under konstnärens livstid gav reklamaffischen upphov till en livlig debatt om gränsen mellan konst och kommersialism. Bland annat kritiserades Millais av författaren Marie Corelli i hennes bok Prins Lucio (1896). 

## Relaterade bilder

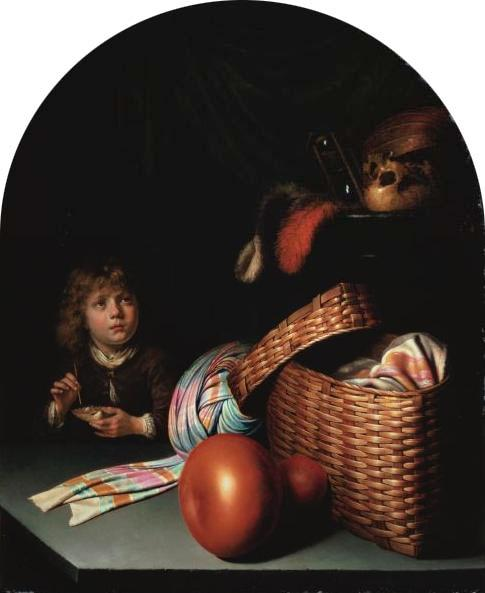
Gerard Dous Stilleben med pojke som blåser såpbubblor (1635–1636).
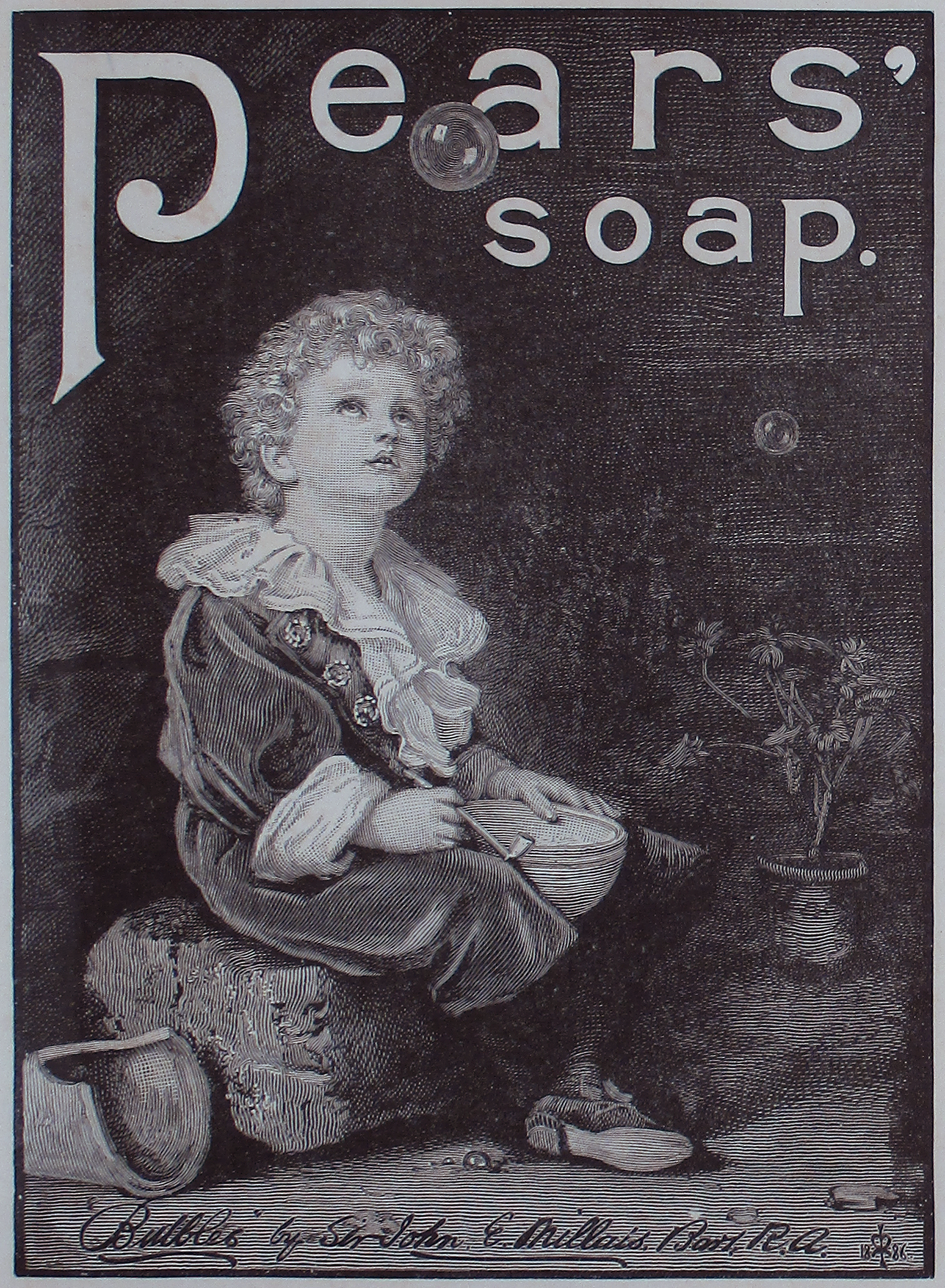
Reklamaffisch för Pears soap.